# Ananteris ochoai
Espèce
Ananteris ochoai est une espèce de scorpions de la famille des Ananteridae.

## Distribution
Cette espèce est endémique du département de Nariño en Colombie. Elle se rencontre vers Barbacoas.

## Description
Le mâle holotype mesure 29,05 mm et la femelle paratype 41,80 mm.

## Systématique et taxinomie
Cette espèce a été décrite par Botero-Trujillo et Flórez en 2011.

## Étymologie
Cette espèce est nommée en l'honneur de José Antonio Ochoa.

## Publication originale
- Botero-Trujillo & Flórez, 2011 : « A revisionary approach of Colombian Ananteris (Scorpiones, Buthidae): two new species, a new synonymy, and notes on the value of trichobothria and hemispermatophore for the taxonomy of the group. » Zootaxa, no 2904, p. 1–44.